# لوفپرامین
لوفپرامین(به انگلیسی: Lofepramine)، که با نام‌های تجاری Gamanil ,Lomont ,Tymelyt و دیگر نام‌ها فروخته می‌شود، یک داروی ضدافسردگی سه‌حلقه‌ای (TCA) است که برای درمان افسردگی استفاده می‌شود. TCAها همگی دارای سه حلقه در ساختار شیمیایی خود هستند. اعتقاد بر این است که لوفپرامین مانند اکثر TCAها، با افزایش غلظت انتقال دهنده‌های عصبی نوراپی‌نفرین و سروتونین در سیناپس، با مهار بازجذب آن‌ها، در رفع افسردگی مؤثر است. این دارو معمولاً به عنوان نسل سوم TCAها در نظر گرفته می‌شود، زیرا بر خلاف TCAهای نسل اول و دوم در صورت مصرف بیش از حد نسبتاً ایمن است و عوارض جانبی خفیف دارد.
لوفپرامین در ایالات متحده، کانادا، استرالیا یا نیوزیلند در دسترس نیست، اگرچه در ایرلند، ژاپن، آفریقای جنوبی و انگلستان و سایر کشورها موجود است.